# کامنکا (آلماتی)
کامنکا (به قزاقی: Kamenka) یک منطقهٔ مسکونی در قزاقستان است که در استان آلماتی واقع شده‌است.